# Stanisław Przybyszewski

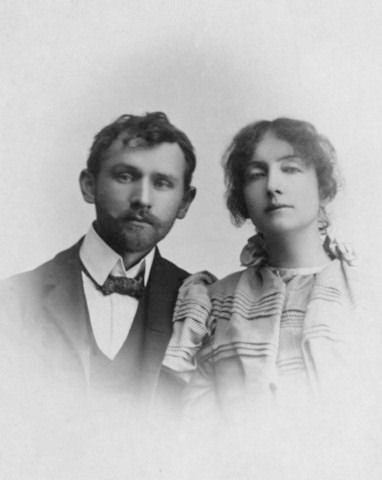
Przybyszewski med sin hustru Dagny Juel 1897/1898

Stanisław Przybyszewski, född den 7 maj 1868 i Łojewo, död den 23 november 1927 i Kujawy, var en polsk författare i en dekadent naturalistisk stil. Hans dramer är ofta associerade med symbolism. Przybyszewski skrev både på tyska och polska.

## Biografi
Stanisław var son till skolläraren Józef Przybyszewski och dennes hustru Dorota, och gick på det tyska gymnasiet i Thorn (idag: Toruń) (1881-84). Dock orsakade konflikter med andra elever till att han hade problem i skolgången, och fadern sände honom därför till det tyska gymnasiet i Wongrowitz (Wągrowiec) där han gick mellan 1884 och 1889. 
Efter avslutade gymnasiestudier började han att studera arkitektur i Berlin, men han gick över till medicin. 1892 blev han redaktör for Gazeta Robotnicza, en polskspråkig socialistisk veckotidskrift som utkom i Berlin. 1893 blev han utvisad från universitetet på grund av sina socialistiska aktiviteter. Samma år gifte han sig med den norska författaren Dagny Juel, och pendlade mellan Berlin och Norge 1894-1898.
Przybyszewski utvecklade ett intresse för satanism, samt för Friedrich Nietzsches filosofi, och levde ett tag ett bohemliv. Till hans vänner under denna tid hörde Edvard Munch, Richard Dehmel, Bengt Lidforss och August Strindberg, som han träffade på sitt stamhak i Berlin, Zum schwarzen Ferkel. 1895 hörde han till grundläggarna av tidskriften Pan, dessutom skrev han för Fackel och Freie Bühne.
1898 flyttade han med sin hustru till Kraków (då i Österrike-Ungern), där han var utgivare av tidskriften Życie ("Liv"), där han försökte att profilera sig som ledare för det "unga Polen". 1900 slutade tidskriften att ges ut på grund av finansiella problem och censur. Mellan 1901 och 1905 bodde han i Warszawa och började där översätta sina tyska verk till polska. Efter att Dagny blev mördad 1901, levde han tillsammans med Jadwiga Kasprowicz, som lämnat sin man Jan Kasprowicz och deras dotter. 1905 reste han tillbaka till Thorn. Han var då alkoholist, och genomgick under resten av sitt liv en avvänjningskur. Samma år kunde han också gifta sig med Jadwiga Kasprowicz, som fick ut skilsmässa från sin man. 1906 flyttade paret till München. 1919 reste han till den nyupprättade staten Polen, där han arbetade som tjänsteman, och 1924 fick han en plats i presidentens kansli i Warszawa. 1927 reste han till sin hemby, och avled på godset Jaronty i närheten av Inowrocław. Han ligger begravd i Góry.
Przybyszewski var far till den i Sovjetunionen verksamme musikern Boleslav Psjibysjevskij och till den svenske diplomaten Zenon P. Westrup.

### Dramer
- The Eternal Fairy-Tale
- The Golden Fleece
- Schnee (1903)

## Texter på danska, norska och svenska
- Underveis, Alb. Cammermeyers Forlag, Kri 1895
- Over Bord, Nyt Nordisk Forlag, Kbh 1896
- En Ubekendt, In: Tilskueren, Kbh. 1896
- Öfver bord, Sthlm 1900
- Satans synagoge, Forlag1.dk, Kbh. 2009
- Androgyne, Forlag1.dk, Kbh. 2014